# Lacul Dobroești
Lacul Dobroești este un lac antropic amplasat pe râul Colentina. Este numit și Lacul Pantelimon 1 și se află situat între Lacul Fundeni aflat în amonte, spre vest, și Lacul Pantelimon (Pantelimon 2) în aval, spre est. 

## Descriere
Are suprafața de 93 de ha, un volum de 2 milioane de mc, lungimea de 3,3 km, lățimea între 50 și 300 de metri și adâncimea medie de 2 metri. Este situat între București, sectorul 2 (malul drept) și comuna Dobroești, Ilfov (malul stâng). Lacul Dobroești se împarte practic în două sectoare principale, despărțite de Șoseaua Dobroești și este de fapt înlănțuirea a două meandre ale Colentinei, unul cu partea convexă orientată spre comuna Dobroești, cuprins între Șoseaua Fundeni și Șoseaua Dobroești, iar celălalt spre cartierul bucureștean Pantelimon, cuprins între Șoseaua Dobroești și stăvilarul Dobroești.